# Antonio Cremisini
Antonio Cremisini (Roma, 27 marzo 1905 – 20 luglio 1989) è stato un politico italiano.

## Biografia
Dal 1939 è Consigliere nazionale della Camera dei Fasci e delle Corporazioni del Regno d'Italia, come membro della Corporazione della chimica, fino al 1943.
Nel dopoguerra aderisce al partito monarchico. Nel 1958 viene eletto deputato con il Partito Monarchico Popolare, che lascia nel maggio 1960 per sostenere il governo Tambroni fondando il Partito monarchico italiano.
Passa nel 1962 al Movimento Sociale Italiano, con cui è eletto senatore nel 1963, restando in carica fino al 1968.